# Marcel Bernasconi
Marcel Bernasconi (* 19. Juni 1940 in Glarus) ist ein Schweizer Jazzpianist.

## Leben
Bernasconi erhielt zwischen 1950 und 1958 klassischen Klavierunterricht und besuchte 1959 kurz die damalige Jazz Schule Zürich. Ab 1965 trat er mit einer eigenen Band, zu der Beat Kennel und Hans Hartmann gehörten, im  Zürcher Jazz-Lokal „Africana“ auf und spielte von 1966 bis 1968 jährlich auf dem Zürcher Jazz Festival. Daneben ging er in der Schweiz, Deutschland und Belgien auf Tournee. 1968 war er einer der Gründer des Bazillus Clubs in Zürich. In den nächsten Jahren arbeitete er in unterschiedlichen Formationen mit Hans Kennel, Andreas Vollenweider (Schlüntz), Leszek Zadlo, Daniel Bourquin, oder Peter Schärli, pflegte aber zunehmend auch das Solospiel. Er trat auch im Duo mit Achim Escher oder mit Robert Morgenthaler auf.
Seit 1974 war er als Dozent an der Jazz-Schule Luzern bzw. ab 2000 an der Musikhochschule Luzern (bis 2007) tätig.

## Diskographische Hinweise
- Ivory (A & D, 1981; mit Peter Landis, Heini Gerster, Timo Fleig)
- piano (SecRec, 1992)
- irish experience (1998)
- Les Marais Occidentaux mit Achim Escher (2004)